# Batalla de Alhandic
La batalla de Alhandic, llamada también batalla del foso de Zamora, es un suceso bélico acaecido el 5 de agosto del 939 en la ciudad de Zamora (España). La batalla se produce cuando las tropas de Abderramán III asaltan las murallas de Zamora, defendida por las tropas de Ramiro II del Reino de León. El enfrentamiento fue tan sangriento por ambos contendientes que sólo pudo inclinarse victorioso al lado asaltante una vez que el foso de la muralla de la ciudad se vio completamente cubierto de cadáveres. Las tropas de Abderramán III vencieron y lograron tomar la ciudad de Zamora. No se debe confundir esta batalla con la jornada del foso de Zamora que ocurrió unas décadas antes en 901. 

## Historia
Desde el ascenso al poder, Abderramán III muestra la firme decisión y una constante tenacidad por acabar con los rebeldes de al-Ándalus, consolidar el poder central y restablecer el orden interno del emirato. Decide ir a la frontera y atacar las ciudades que protegen al reino asturleonés del norte. En esta línea defensiva se encontraba Zamora. La ciudad tiene cierta importancia como camino de cruce en los movimientos de las tropas leonesas. El ataque de Abderramán se produce el 5 de agosto de 939 y su estrategia parece ser inundar de cuerpos y material los fosos hasta que se logre el sobrepasar los parapetos y así enfrentarse en combate cuerpo a cuerpo. Es por esta razón por lo que se denomina Batalla del foso de Zamora.  
El resultado final es victorioso para las tropas de Abderramán III, que conquista la ciudad de Zamora. La ocupación duró menos de un año hasta que las tropas de Abderramán fueran derrotadas por Ramiro II en la batalla de Simancas del mismo año.